# Mondorf (Niederkassel)

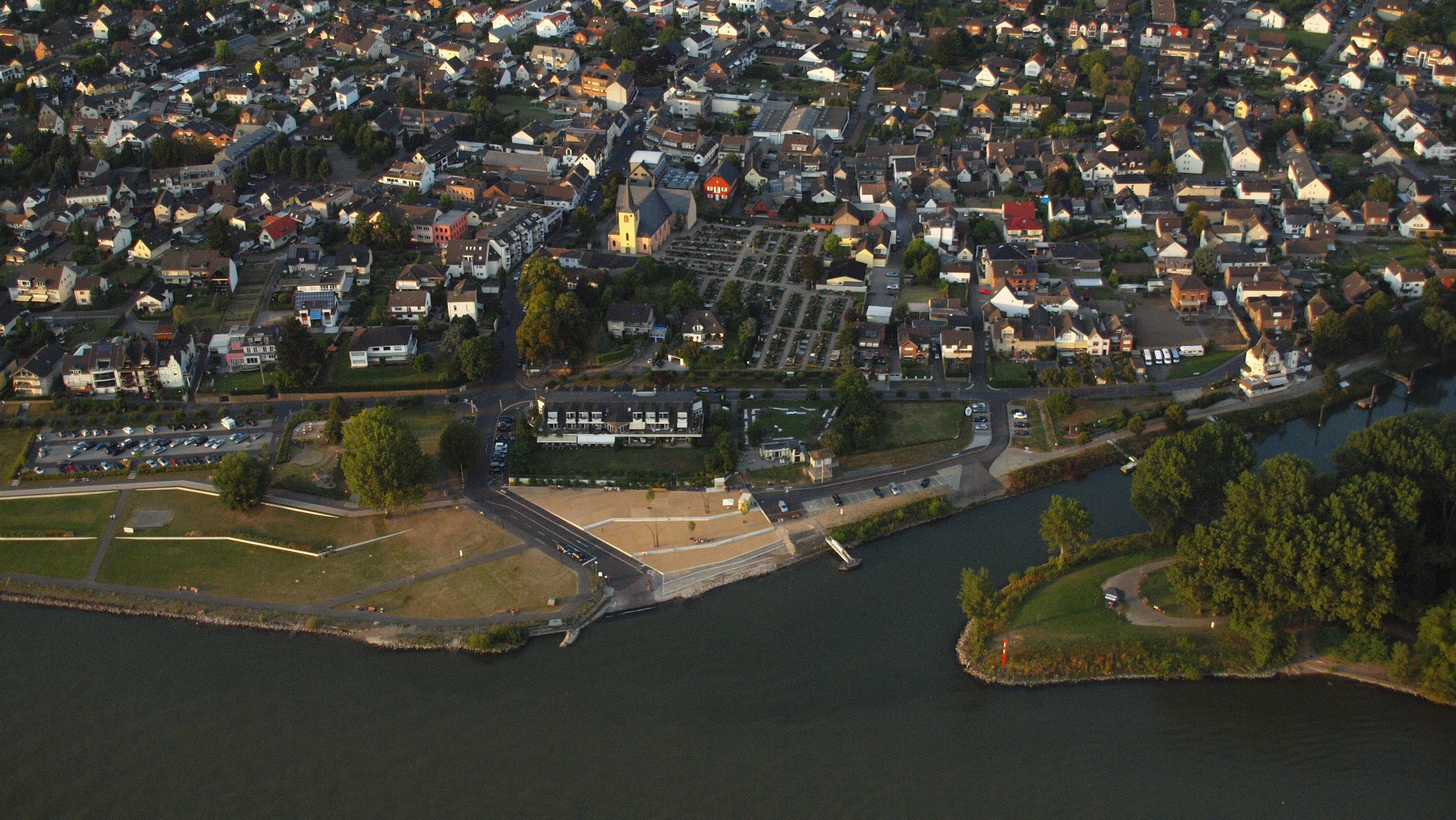
Luftaufnahme von Mondorf

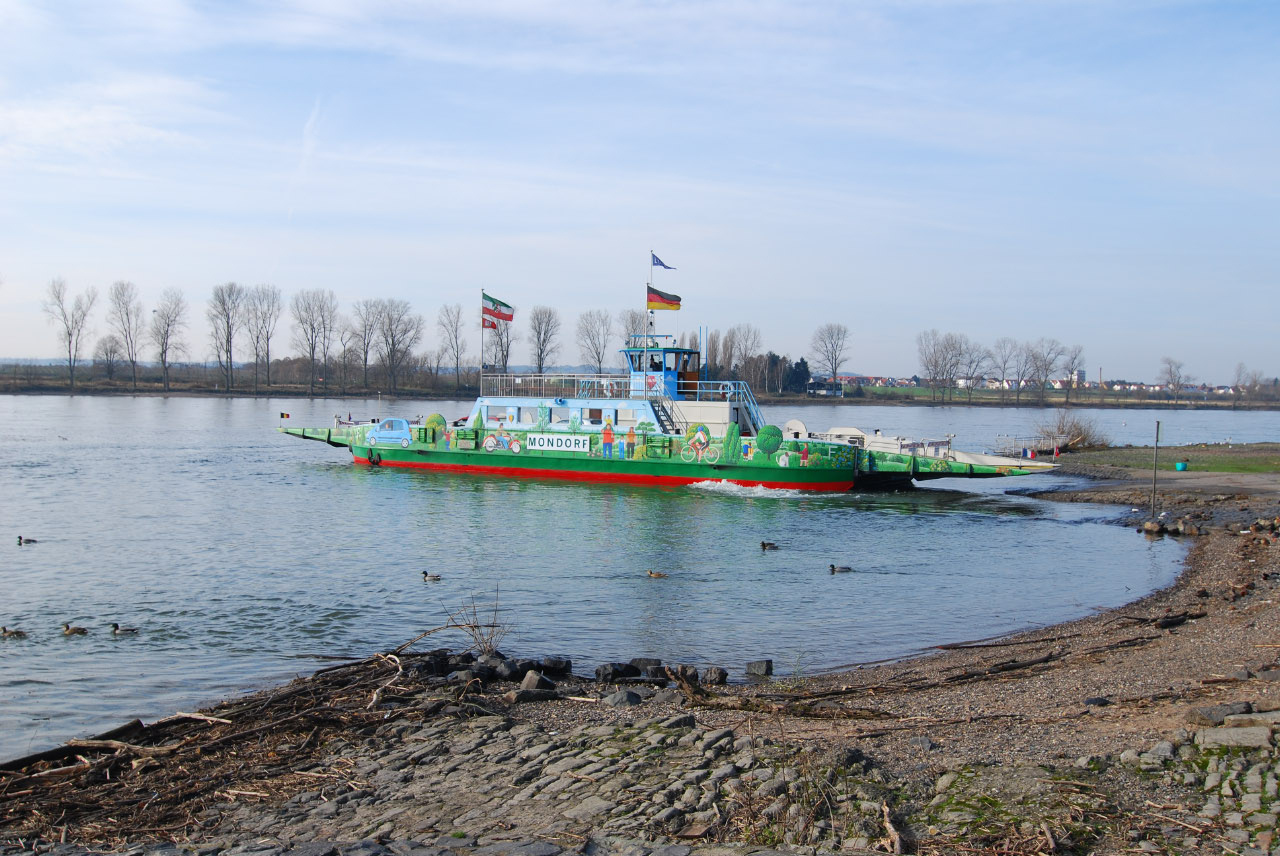
Die Rheinfähre in Mondorf

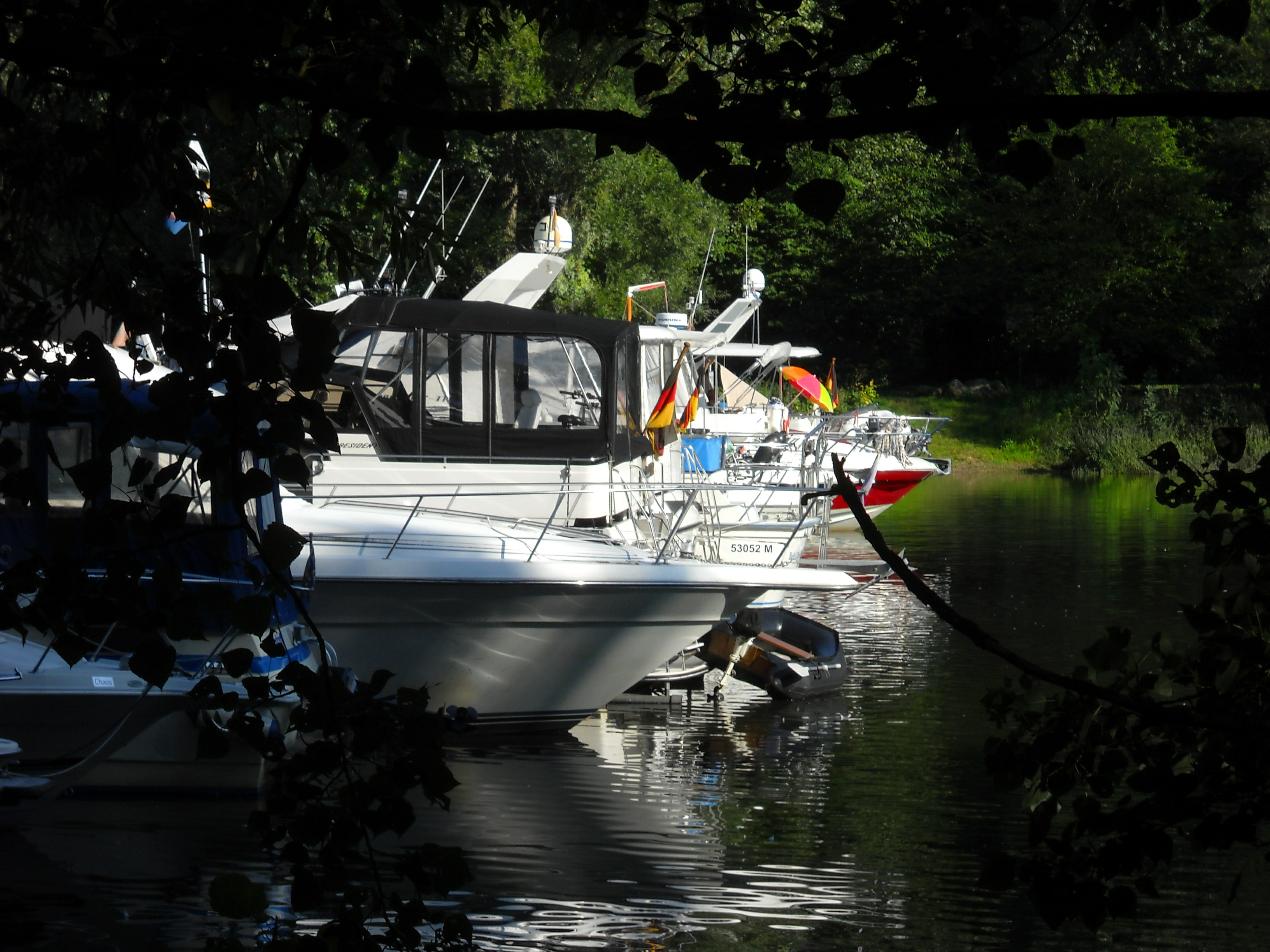
Der Yachthafen von Mondorf liegt in einem Altarm der Sieg am Rhein

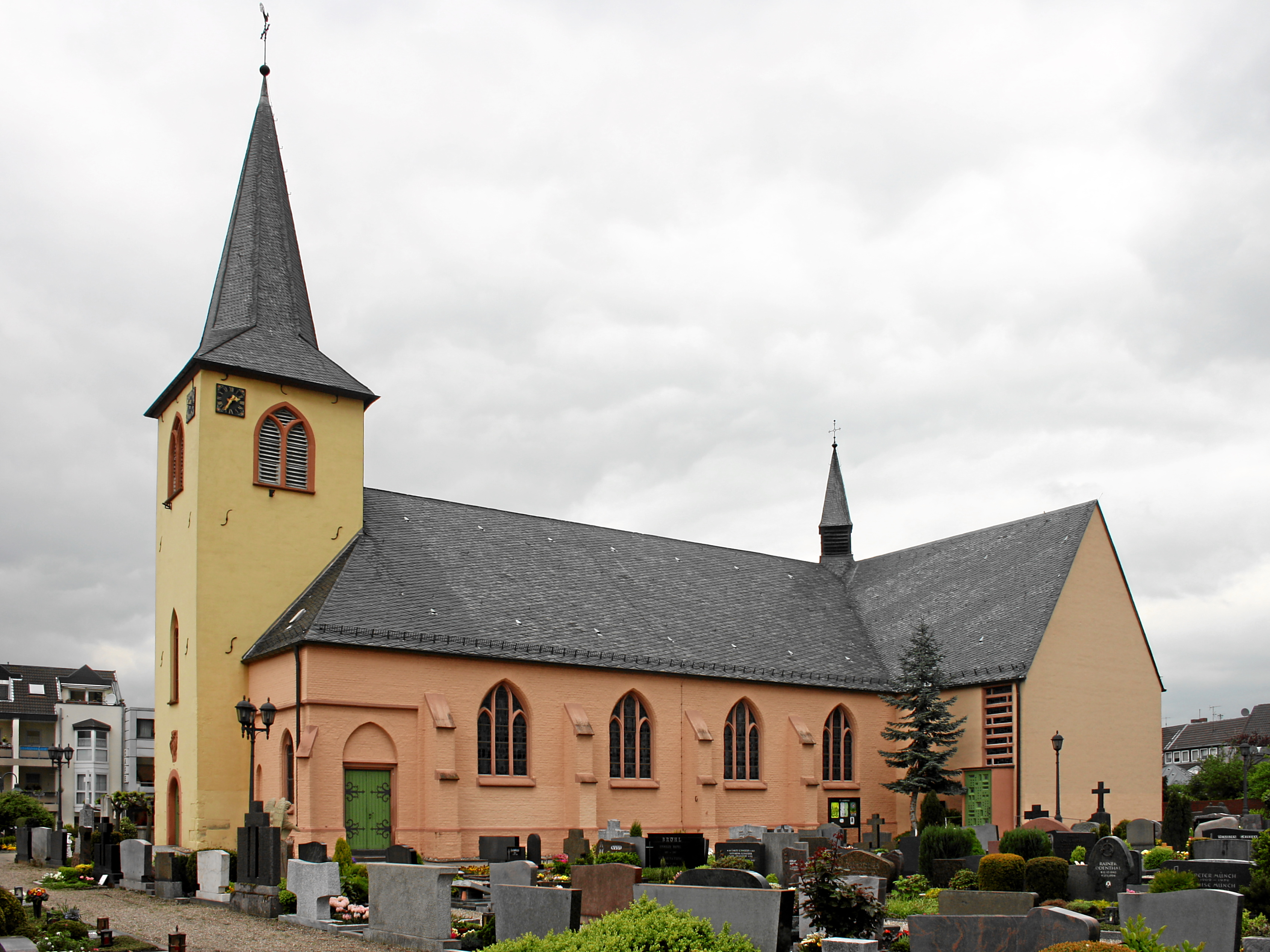
Laurentius-Kirche

Mondorf [ˈmɔndɔɐ̯f] ist ein Stadtteil von Niederkassel im nordrhein-westfälischen Rhein-Sieg-Kreis mit rund 7000 Einwohnern. Die Ortschaft, erstmals 795 in den Urkunden des Bonner Cassius-Stiftes als Munnendorp erwähnt, geht auf eine bereits zur Frankenzeit gegründete Siedlung am Standort der späteren katholischen Kirche zurück. Der Ortsname Mondorf ist in der Lage im Mündungsbereich der Sieg begründet; die ursprünglichen Namensformen Munnenthorp und Mundorp bedeuten „Mündungsdorf“. Mondorf war bis 1969 eine eigenständige Gemeinde.

## Geschichte
Die Mondorfer katholische Kirche St. Laurentius entstand nach der Zerstörung der Vorgängerkapelle im Anschluss an den Dreißigjährigen Krieg gegen Ende des 17. Jahrhunderts.
Die Gemeinde Mondorf gehörte zur Bürgermeisterei Niederkassel. 1885 hatte sie 397 ha Fläche, davon 268 ha Acker- und 18 ha Waldfläche.
Die Gemeinde hatte 1885 242 Wohnplätze (einschließlich unbewohnter) und 261 Haushaltungen. sowie 1.314 Einwohner (671 Männer und 643 Frauen). Bis auf 25 Bürger jüdischen Glaubens und einen evangelischen Glaubens war die Gemeinde katholisch mit eigener Pfarre.
Anfang des 20. Jahrhunderts war Mondorf vor allem ein Ort der Korbflechter. Die Mondorfer Korbflechterei-Genossenschaft betreute diese. Von den Haushalten haben damals 128 hauptsächlich von der Korbflechterei gelebt. Bei 63 war die Berufsangabe Tagelöhner und erst an dritter Stelle standen die Ackerer mit 58 Familien. Schifffahrt gab 11 Familien Erwerb, darunter zwei Fährleuten.
Als hauptberufliche Fischer bezeichneten sich fünf Familien der Sippe Engels. Neben sechs Gastwirten gab es 14 Maurer, drei Schmiede, jeweils einen Ziegeleibesitzer und -arbeiter, zehn Händler, 12 Schuster, fünf Schneider, vier Bierbrauer, zwei Schreiner, einen Küfer, zwei Metzger, einen Bäcker, einen Schlosser, einen Tapezierer, einen Stuckateur, einen Stellmacher, drei Anstreicher, einen Restaurateur, zwei Zimmermänner und zwei Näherinnen. In der Industrie waren nur ein Maschinist und vier Fabrikarbeiter tätig. Neben Beschäftigten in der Verwaltung (Pfarrer, Küster, Vikar, Rendant, fünf Lehrer und ein Referendar, einem Buchhalter und einem Nachtwächter sowie einer Hebamme) gab es noch 17 Familien ohne Gewerb und vier Rentner.
In der Mondorfer Lerchenstraße befindet sich ein jüdischer Friedhof für die ab Anfang des 19. Jahrhunderts belegte und 40 bis 80 Mitglieder umfassende jüdische Gemeinde. Die einem Vorgängerbau vom Beginn des 19. Jahrhunderts nachfolgende, 1860 an der Provinzialstraße neu erbaute Synagoge wurde im Zuge der Novemberpogrome in der Nacht vom 9. auf den 10. November 1938 bis auf die Umfassungsmauern zerstört. Das nach Kriegsende von einem Privateigentümer rechtmäßig erworbene Gebäude wurde später einer Wohn- bzw. Gewerbenutzung zugeführt.
Kurz nach Kriegsende wurde die Lux-Werft gegründet; sie hat nach wie vor ihren Sitz in Mondorf.
Am 1. August 1969 wurde Mondorf durch das Bonn-Gesetz nach Niederkassel eingemeindet.
In den 1970er-Jahren entstand der Mondorfer Rheinhafen, der heute vor allem touristisch genutzt wird (Liegeplätze von Yachten und Sportbooten). 1994 wurde der Betrieb der Rheinfähre Mondorf–Graurheindorf wiederaufgenommen, die ihre Ursprünge spätestens im 15. Jahrhundert hat.

## Einwohnerentwicklung
| Jahr | Einwohner |
| ---- | --------- |
| 1816 | 509       |
| 1843 | 799       |
| 1871 | 1184      |
| 1905 | 1580      |
| 1961 | 3140      |

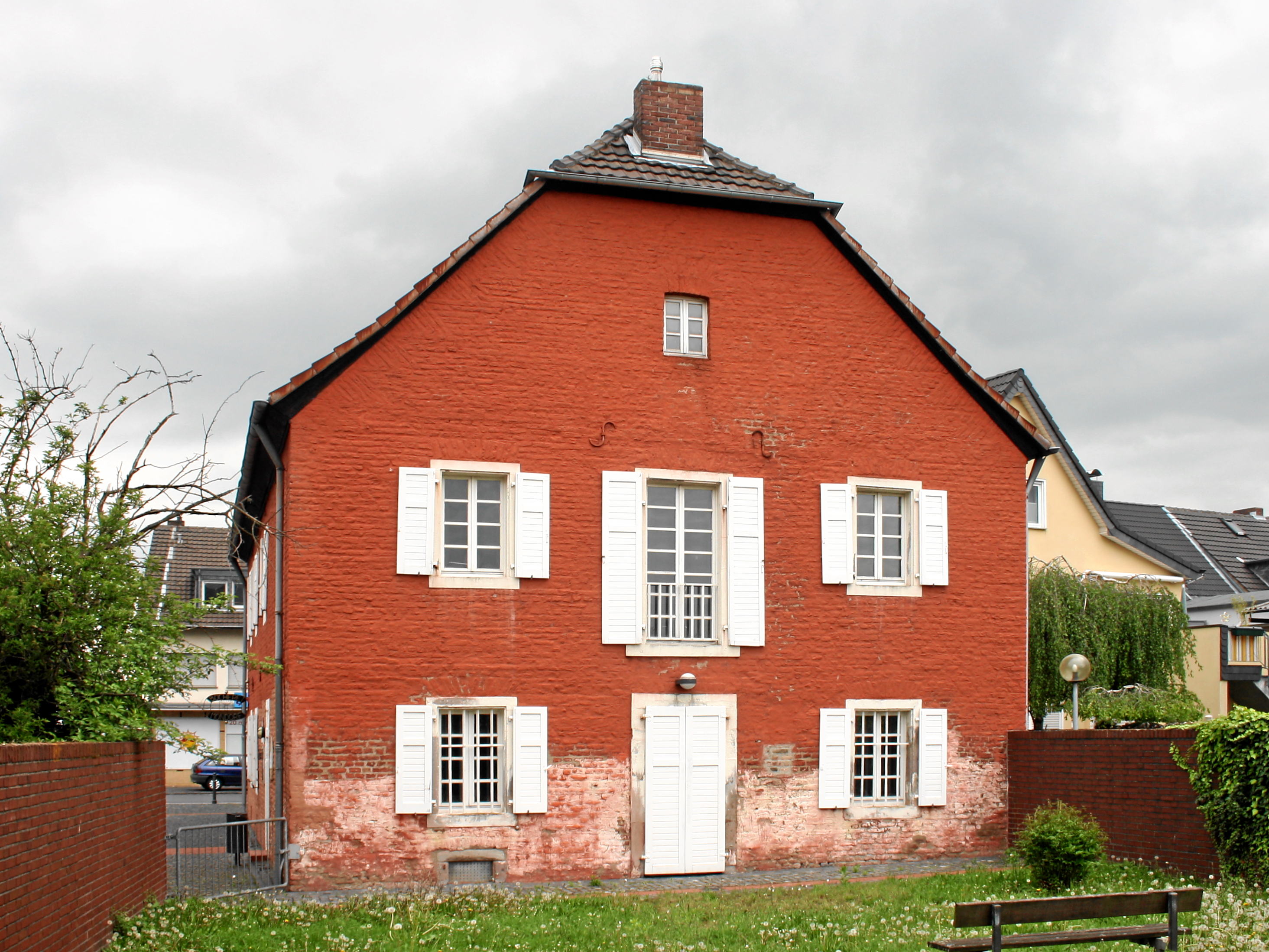
ehem. Haus des Domdechanten (1787), heute Gemeindehaus
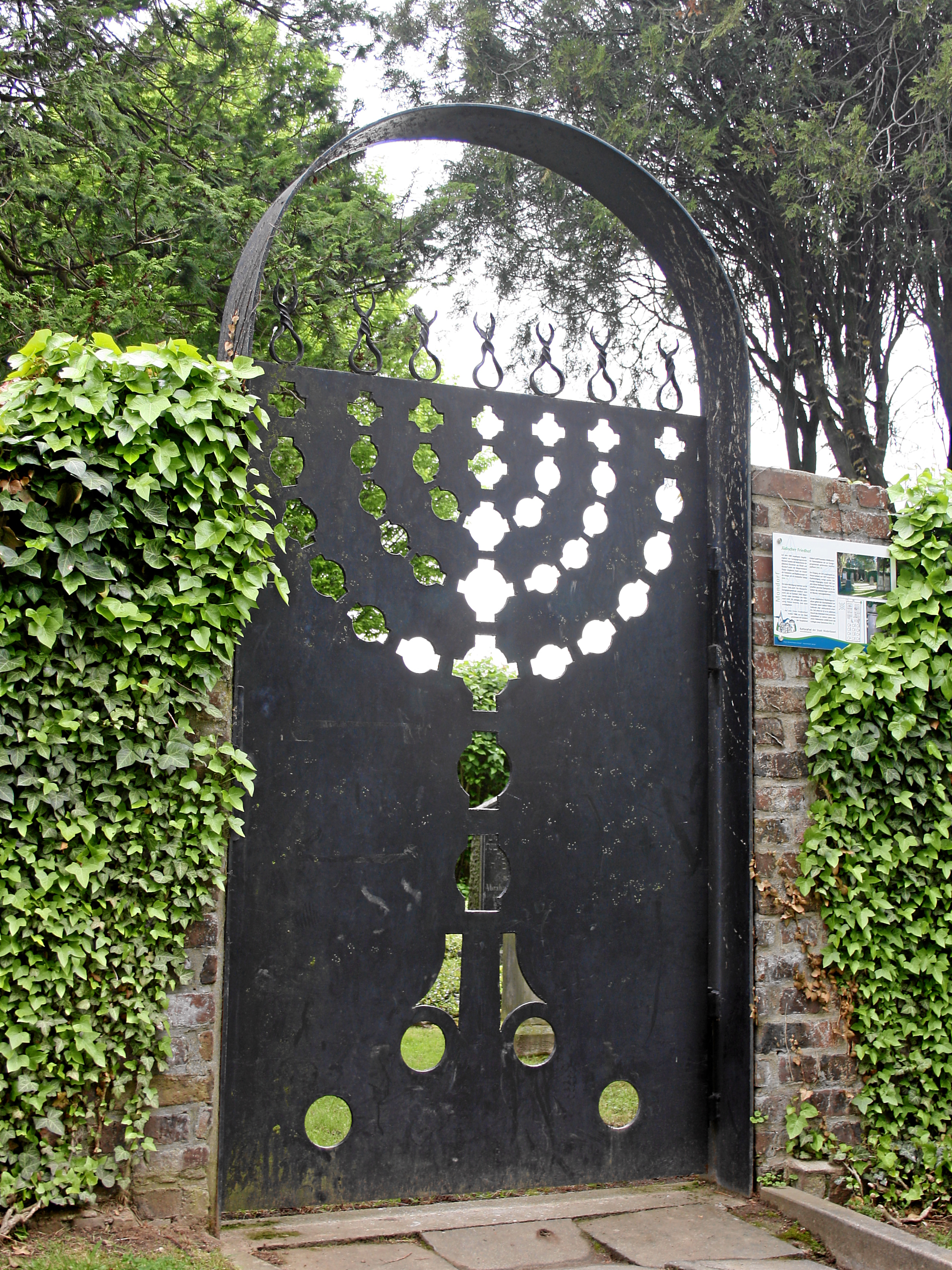
Jüdischer Friedhof (Portal)
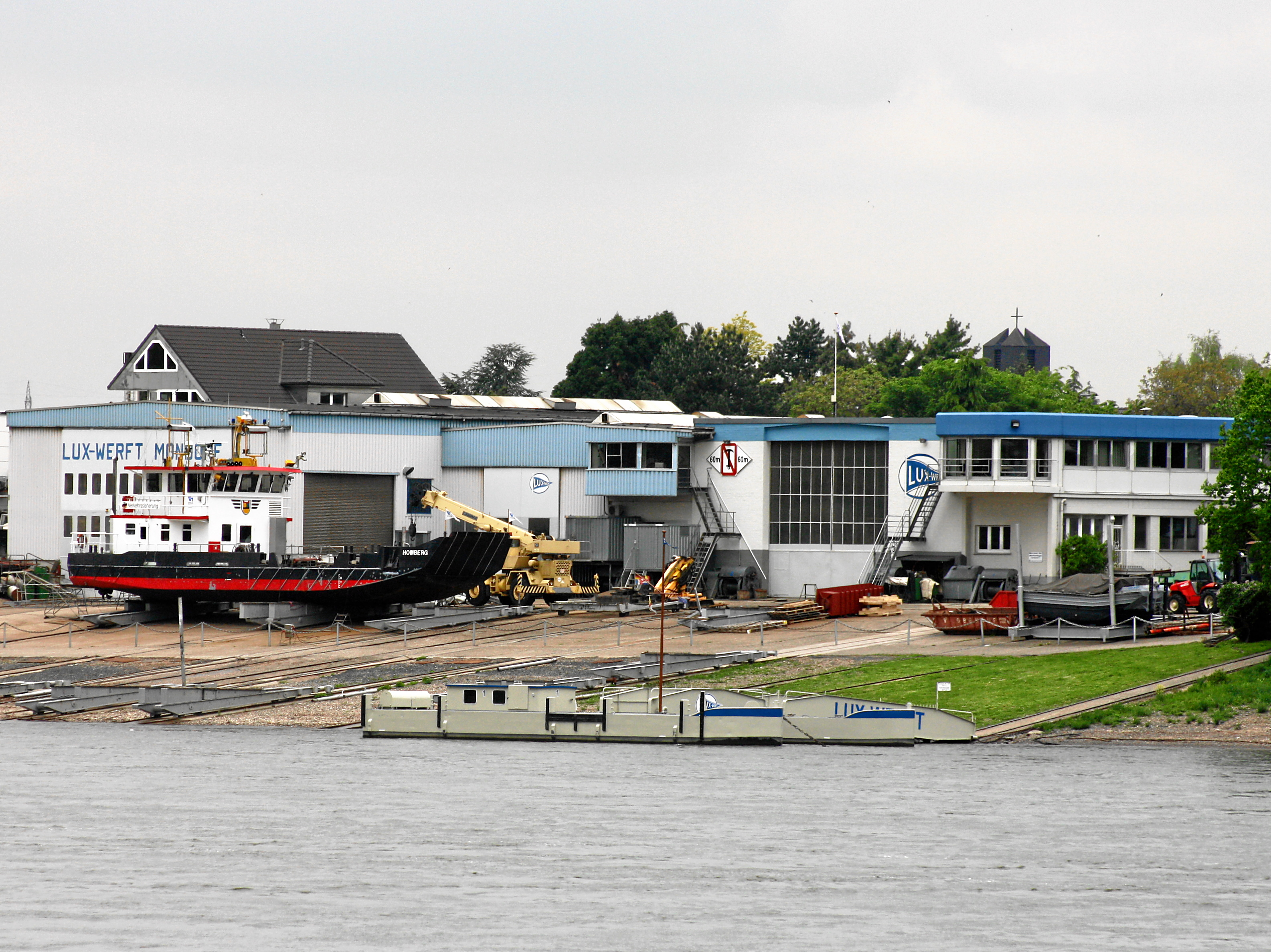
Lux-Werft
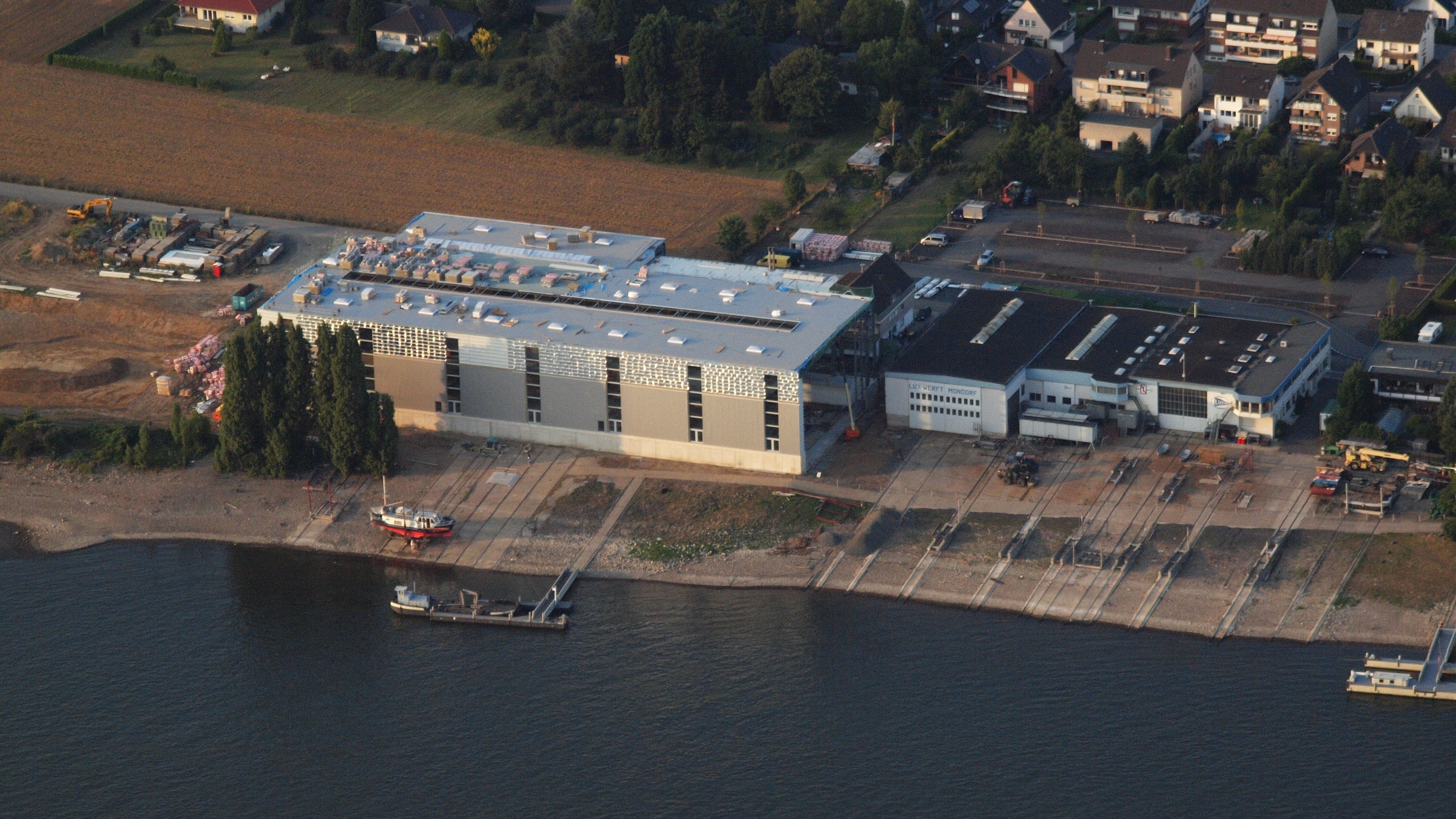
Lux-Werft mit Hallenneubau
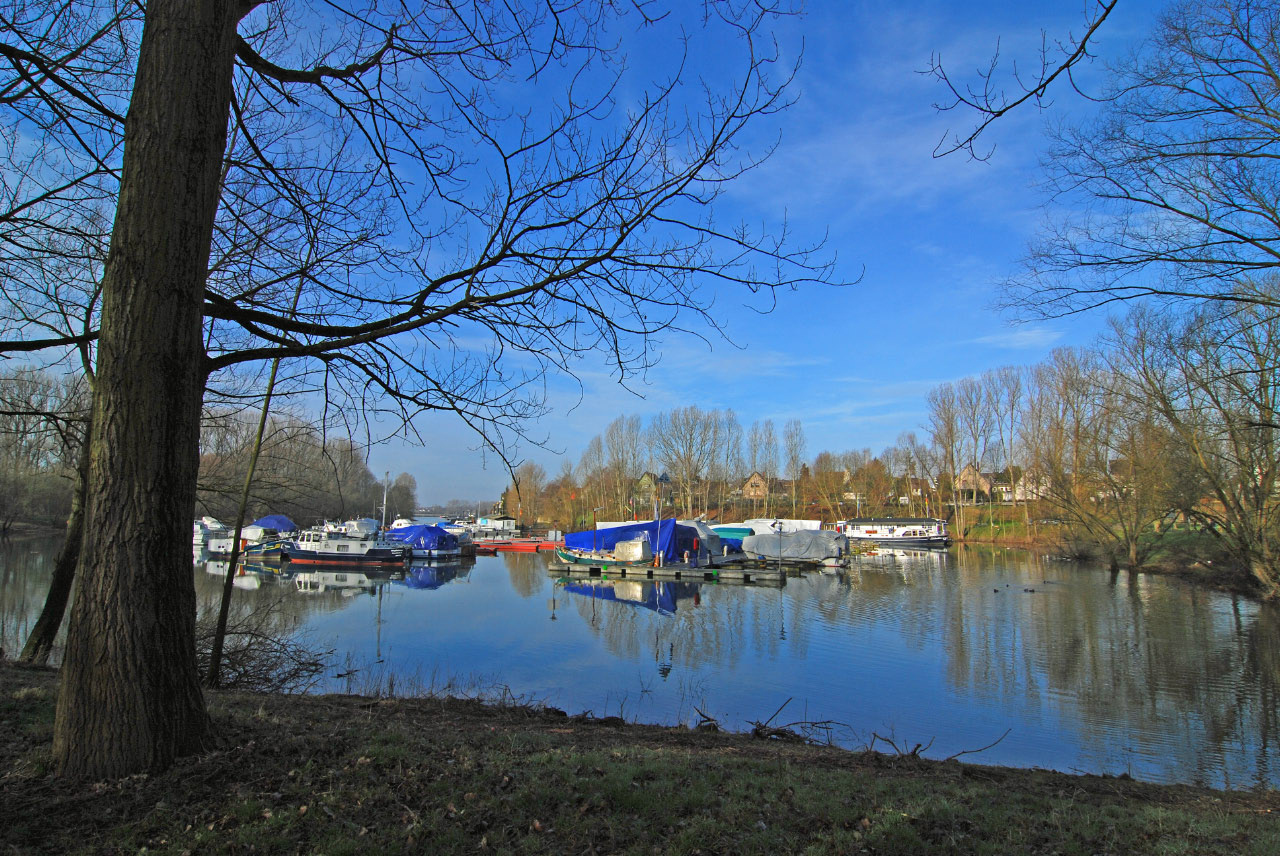
Yachthafen
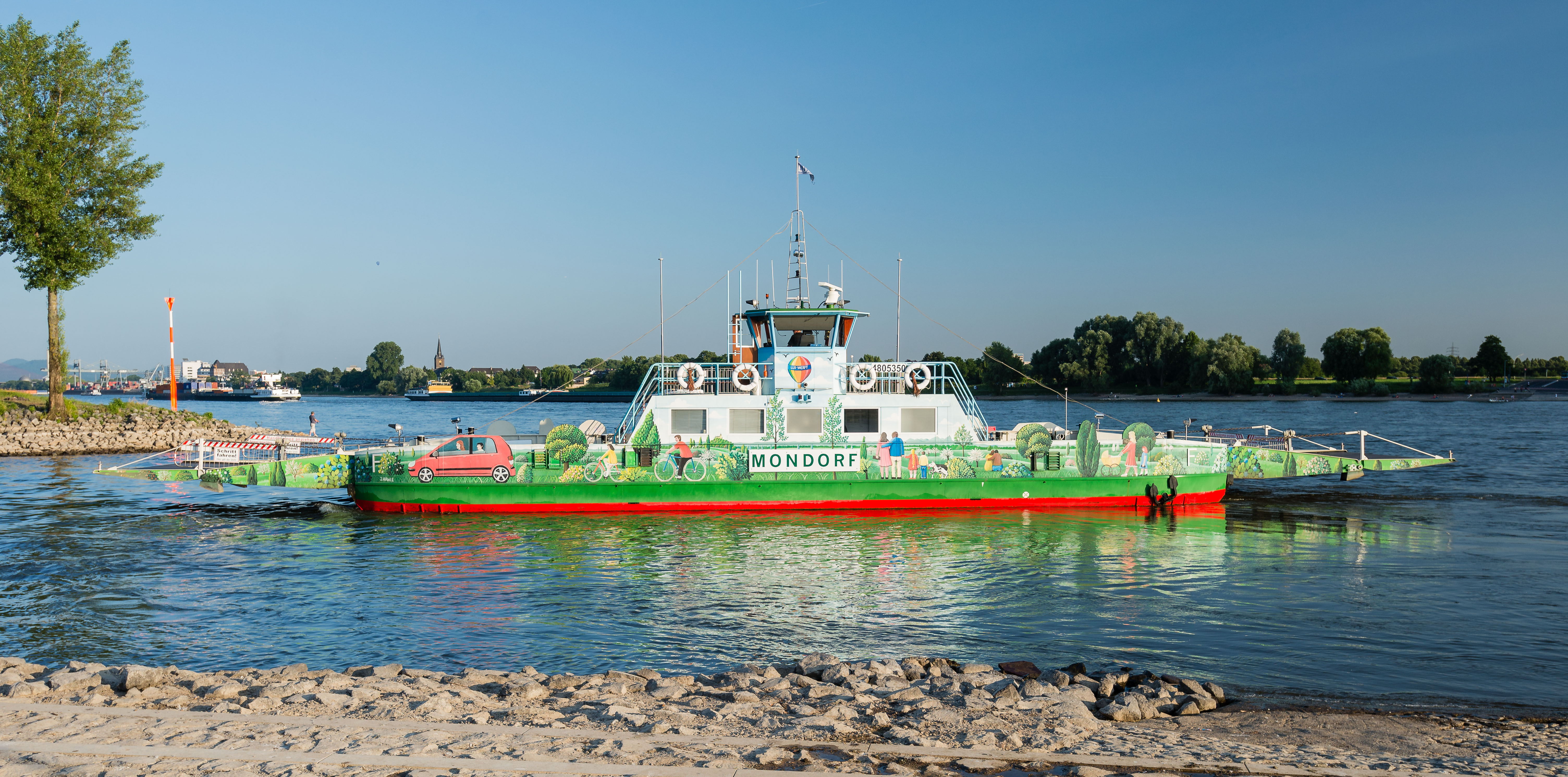
Mondorfer Fähre

## In Mondorf geboren
- Everhard Richarz (1904–1941), Priester und Märtyrer[7][8]; nach ihm ist ein Mondorfer Rheinufer benannt.[9]
- Stephan Engels (* 1960), Fußball-Nationalspieler und Bundesligatrainer